# Tuda Mengu
Tada Mengu, o Tede Mengu in tartaro Тәдән Мәнгү, letteralmente eterna lucentezza (ante 1282 – 1287), fu il Khan dell'Orda d'Oro dal 1282 al 1287, era figlio di Tokoqan, nipote di Batu Khan e fratello di Mengu Temur.

## Biografia
Si convertì all'Islam nel 1283 e tenne sempre buoni rapporti con Kublai Khan. Durante il suo regno veniva consigliato, e spesso controllato, dal potente ed esperto generale Nogai Khan.